# Henri Bonnefoy
Henri Bonnefoy (Le Tremblois, Alt Saona, 17 d'octubre de 1887 – Cernay, Alt Rin, 9 d'agost de 1914) va ser un tirador francès que va competir a començaments del segle xx. Morí en acció de guerra durant la Primera Guerra Mundial.
El 1908 va prendre part en els Jocs Olímpics de Londres, on disputà dues proves del programa de tir i guanyà la medalla de bronze en la competició de carrabina per equips. En carrabina, blanc fix fou dinovè.